# 帯広駅バスターミナル

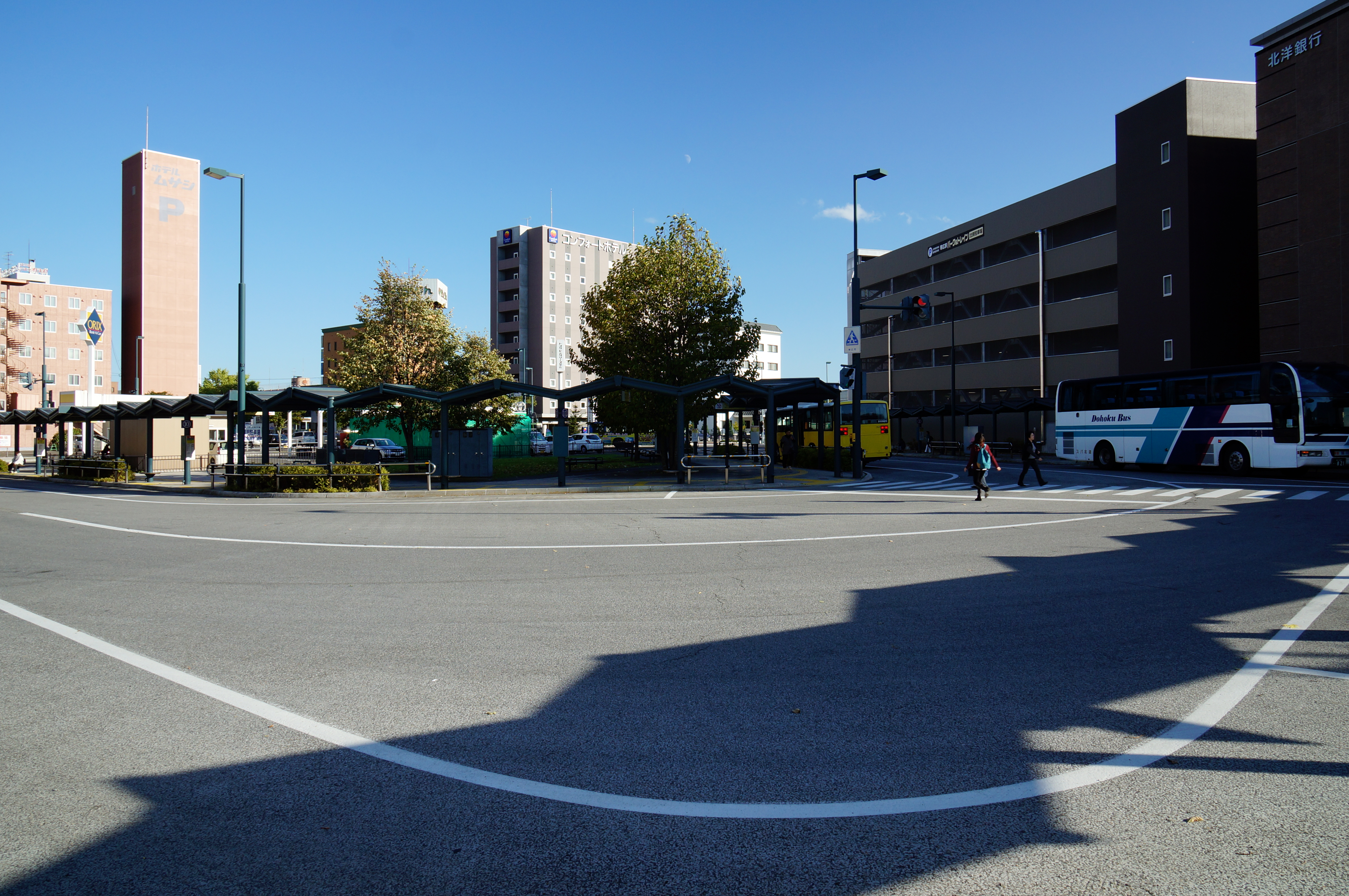
ロータリー

帯広駅バスターミナル（おびひろえきバスターミナル）は帯広市が帯広駅北口に設置するバスターミナル。

## 概要
旧名称は「帯広駅バスタッチ」。1 - 14番の乗降場と十勝バス・北海道拓殖バス・おびうん観光の窓口が設置されている。市内線・郊外線・都市間バスが発着する。

## 営業窓口
- 十勝バス
  - 普通乗車券、回数券、定期券の発売や、定期観光バスの予約(2024年現在、定期観光バスは運休中)。空港連絡バスや一部区間に限り購入可能なキャッシュレス券売機を設置。
- 北海道拓殖バス
  - 普通乗車券、回数券、定期券の発売や「ノースライナー」の予約。現金のほか、QRコード決済のPaypayが利用可能。また、定期券の購入に限り、日専連カード・NCカードが利用可能。
- 札幌線予約センター
  - 「ポテトライナー」の予約発券。
- おびうん観光
  - 「とかちミルキーライナー」の予約発券。
- エコバスセンターりくる(交通環境まちづくりセンター)
  - レンタサイクルの貸し出し、観光案内。

## のりば

### 各のりばから発車するバス
運行会社は、十勝＝十勝バス、拓殖＝北海道拓殖バス
- 1番のりば
  - 柏林台通り、十勝バス本社（十勝）
  - 清水高校スクール（十勝）

- 2番のりば
  - イオン、春駒通り、南商業高校、十勝バス本社（十勝）
  - 緑ヶ丘6丁目（帯広美術館入口）、自由が丘団地、国際センター入口(JICA北海道（帯広）)、南商業高校、帯広の森、白樺学園（拓殖）

- 3番のりば
  - 中央公園、西3条9丁目、協立病院、国立帯広病院循環、運転免許試験場、拓殖バス本社前（拓殖）
  - 西2条1丁目、西13条北5丁目、一中前、栄保育園前、国立帯広病院循環、拓殖バス本社前（拓殖）
  - 道の駅おとふけ(拓殖)

- 4番のりば
  - 木野農協前、中鈴蘭循環（拓殖）
  - 北栄校前、中鈴蘭循環（拓殖）
  - 木野西通9丁目、共栄台、緑陽台、大谷短大、緑ヶ丘病院、サンドームおとふけ、雄飛が丘（拓殖）
  - 木野農協前、木野大通16丁目、音更役場前、音更高校、鹿追営業所、然別湖畔温泉、新得駅前、南新得（拓殖）

- 5番のりば
  - 柳町団地、音更（十勝）
  - 【都市間バス】富良野駅前・旭川空港経由旭川駅前（ノースライナー）

- 6番のりば
  - 木野農協、宝来、十勝川温泉、エコロジーパーク（十勝）
  - 音更、士幌、上士幌、糠平（旧国鉄・士幌線代替バス）（十勝）
  - 音更、音更高校、士幌、上士幌（旧国鉄・士幌線代替バス）（拓殖）
  - 【高速バス】札幌駅前（ポテトライナー）
  - 【高速バス】新千歳空港、南千歳駅（とかちミルキーライナー）

- 7番のりば
  - 東4条、電信通り、札内、幕別、池田、足寄、陸別（旧ふるさと銀河線代替バス）（十勝）
  - 協会病院、6中、札内橋、北町、桂町、あかしや団地、幕別温泉（十勝）
  - 柏葉高校、十勝総合振興局（十勝）
  - 幕別清陵高校スクール（十勝）

- 8番のりば
  - 市役所、電信通り、協会病院（十勝）
  - 光南校、四中、西5条、北斗病院、北高、工業（十勝）
  - 翔陽中、保健福祉センター、東8条20、イオン（十勝）

- 9番のりば
  - グリーンパーク、動物園、自衛隊、稲田、イトーヨーカドー（十勝）
  - イオン、四中、動物園、緑陽高校、大空団地（十勝）
  - 動物園、自衛隊（十勝）

- 10番のりば
  - 南北循環線
  - とかち帯広空港連絡バス

- 11番のりば
  - 広尾、中札内、中札内美術村、大正、大正小学校（旧国鉄広尾線代替バス）（十勝）
  - イオン、グリーンパーク、イトーヨーカドー、北斗病院、緑陽高校、大空団地（十勝）

- 12番のりば
  - 厚生病院、競馬場、白樺通り、三条高校、14号団地、十勝バス本社（十勝）
  - 厚生病院、競馬場、白樺通り、三条高校、西帯広局前、十勝バス本社（十勝）
  - 厚生病院、競馬場、白樺通り、三条高校、芽室高校、芽室（十勝）

- 13番のりば
  - ニュータウン、三条高校、十勝バス本社（十勝）
  - 西10号団地、十勝バス本社（十勝）

- 14番のりば
  - 柏小、協会病院、柏葉高校、国道、十勝バス本社（十勝）
  - 市役所、十勝バス本社（十勝）
  - 西2条、国道西24条、十勝バス本社（十勝）

### 待合所の建替え
帯広市は、2018年（平成30年）5月までにバスターミナル待合所を建替える予定であると発表した。現在の建物は老朽化が進んでいるほか、待合所が狭いという声が寄せられていた。新たな待合所は現在よりも広くするほか、観光の活性化につなげるため、バスを利用した観光ツアーやアウトドア活動ができる場所を案内したり、レンタル自転車を貸し出したりする拠点として整備していくとしている。
2017年（平成29年）8月7日よりバス乗り場を一時移転、2017年（平成29年）8月上旬に旧待合所を閉鎖して仮設待合所の利用を開始した（当初は、7月24日に仮設待合所の利用を開始、8月1日よりバス乗り場を一時移転の予定であった）。その後、2018（平成30年）年4月1日にバス乗り場が元の位置に戻され、2018年5月25日にレンタサイクルや観光情報コーナーを兼ね備えたバス待合所「おびくる」としてオープンした。

### ギャラリー

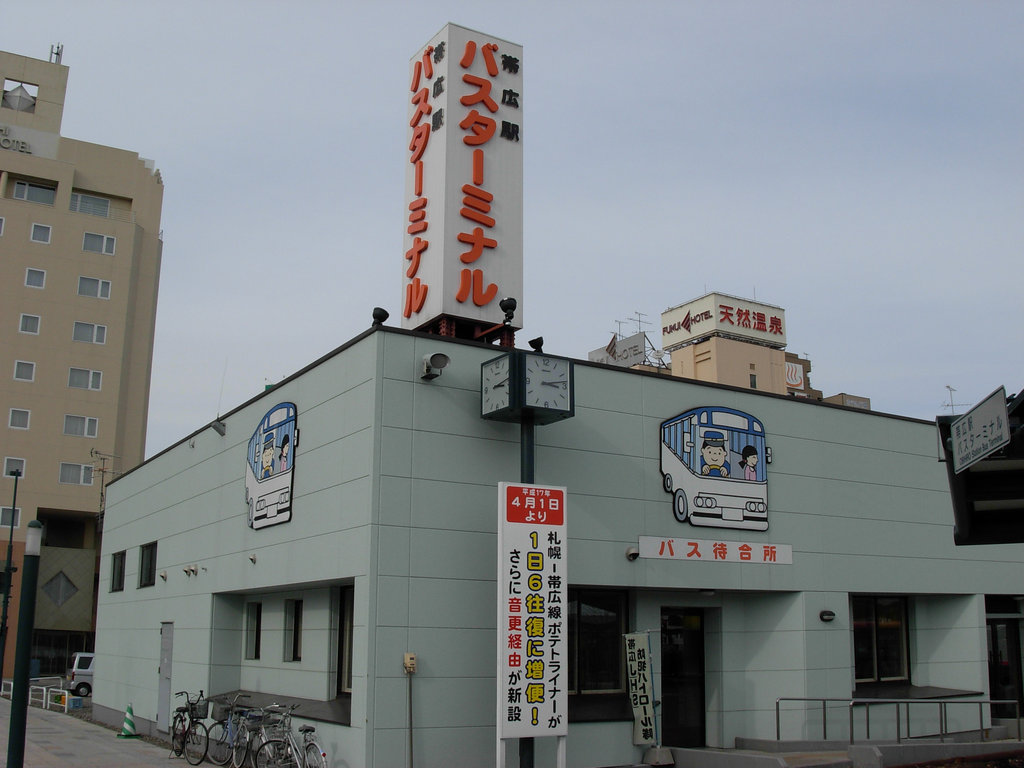
2017年8月までの設備（バス案内所外観）
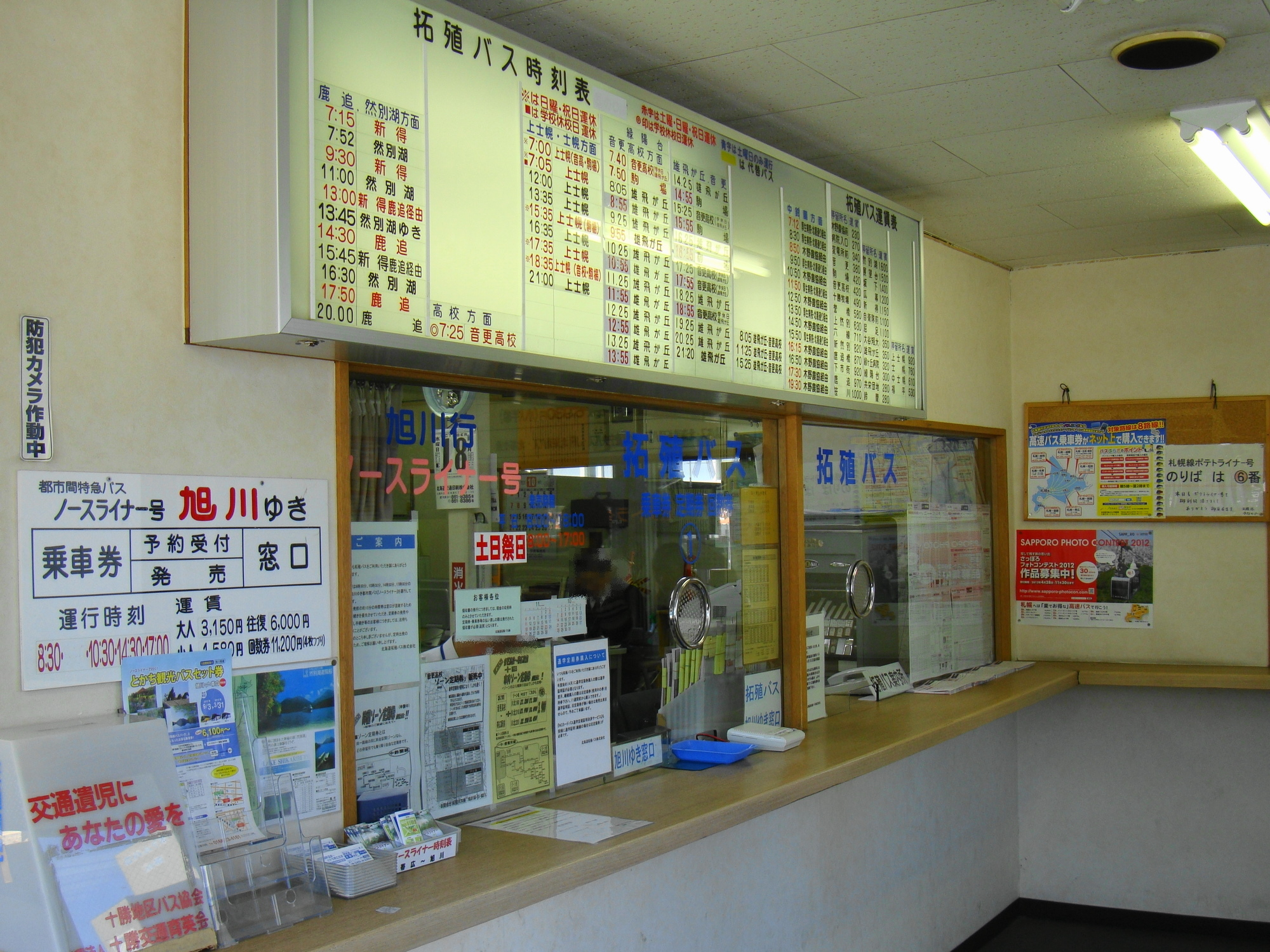
2017年8月までの設備（拓殖バス窓口）
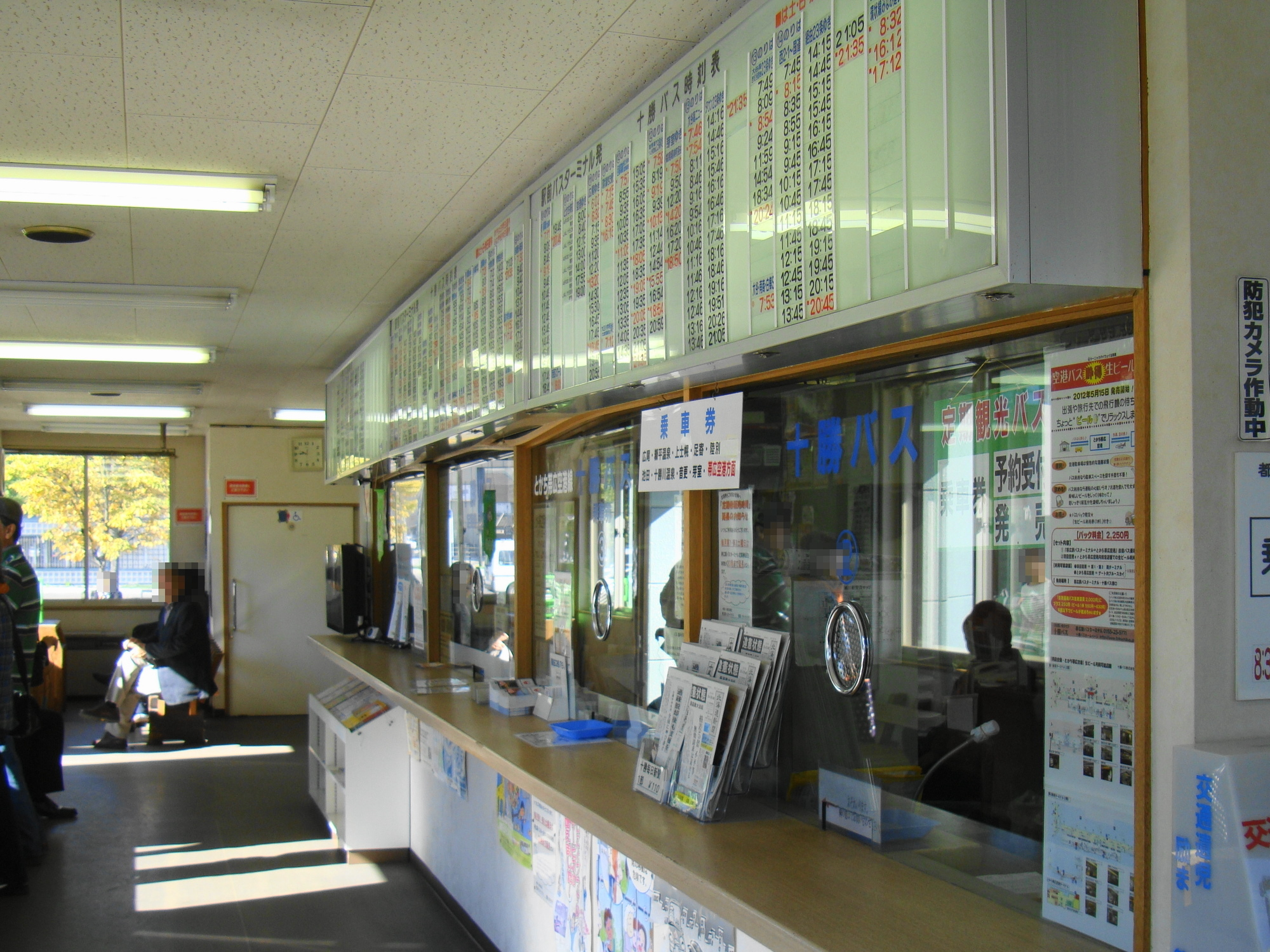
2017年8月までの設備（十勝バス窓口）
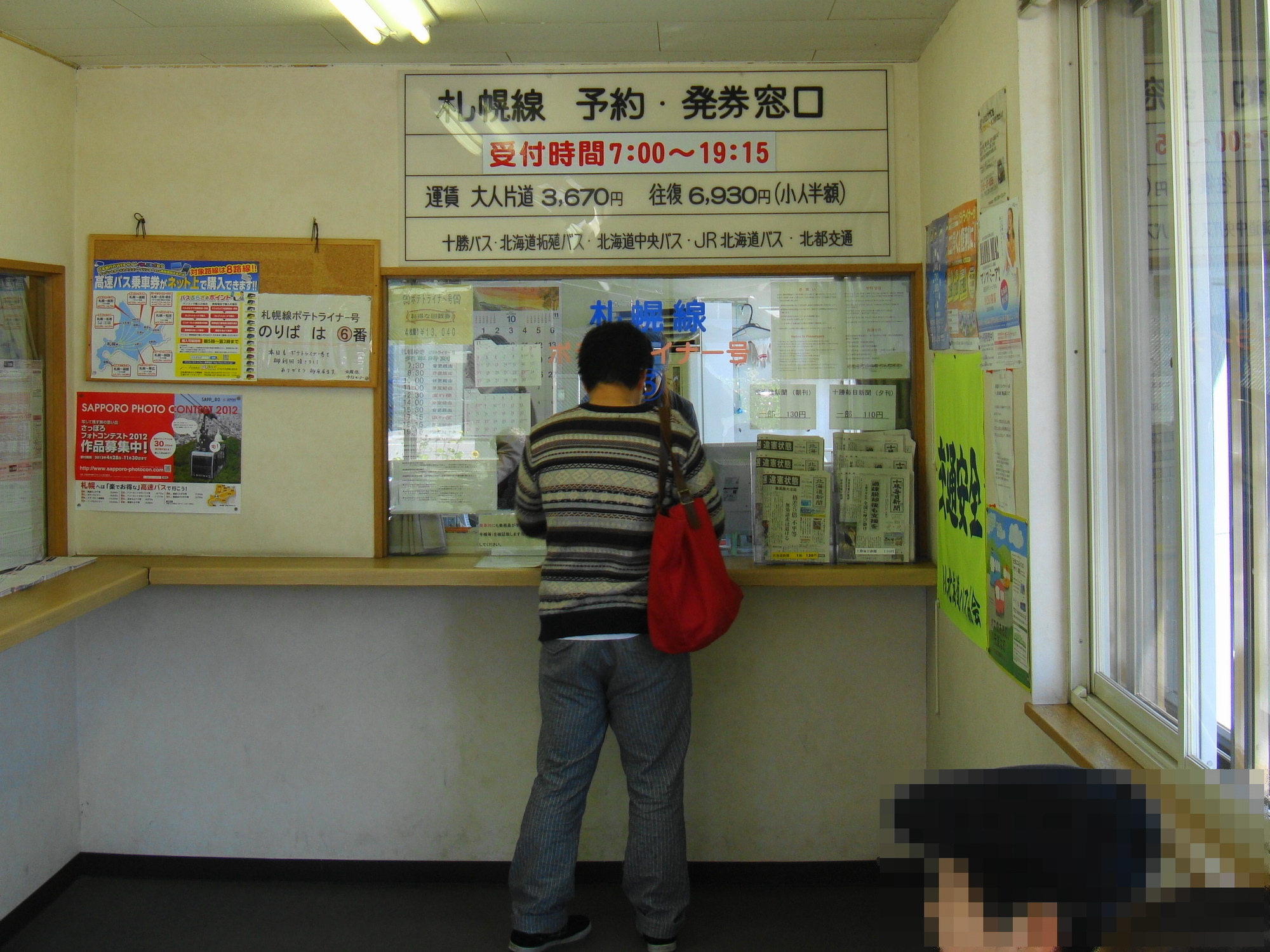
2017年8月までの設備（ポテトライナー専用窓口）
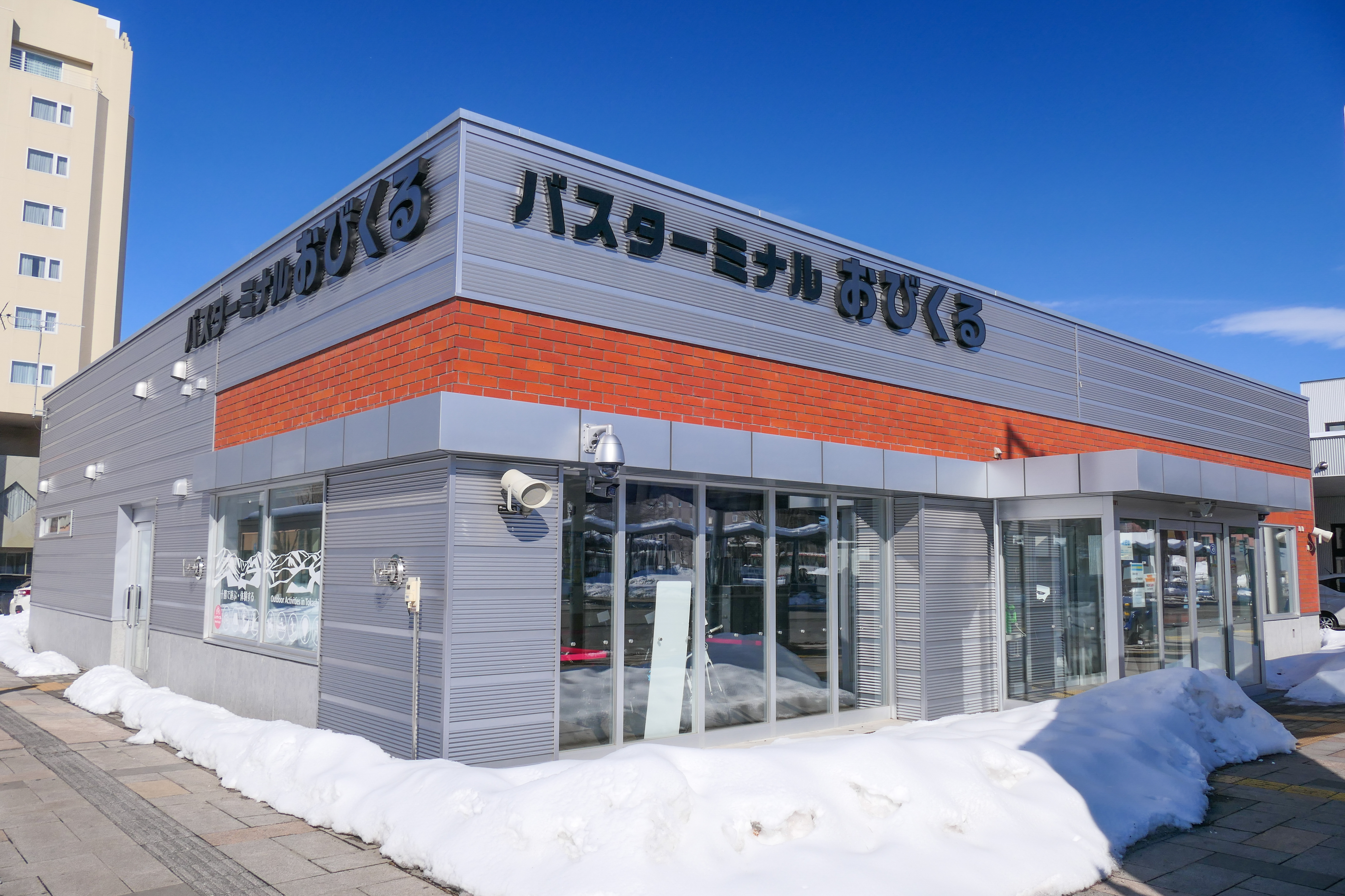
バス待合所「おびくる」外観
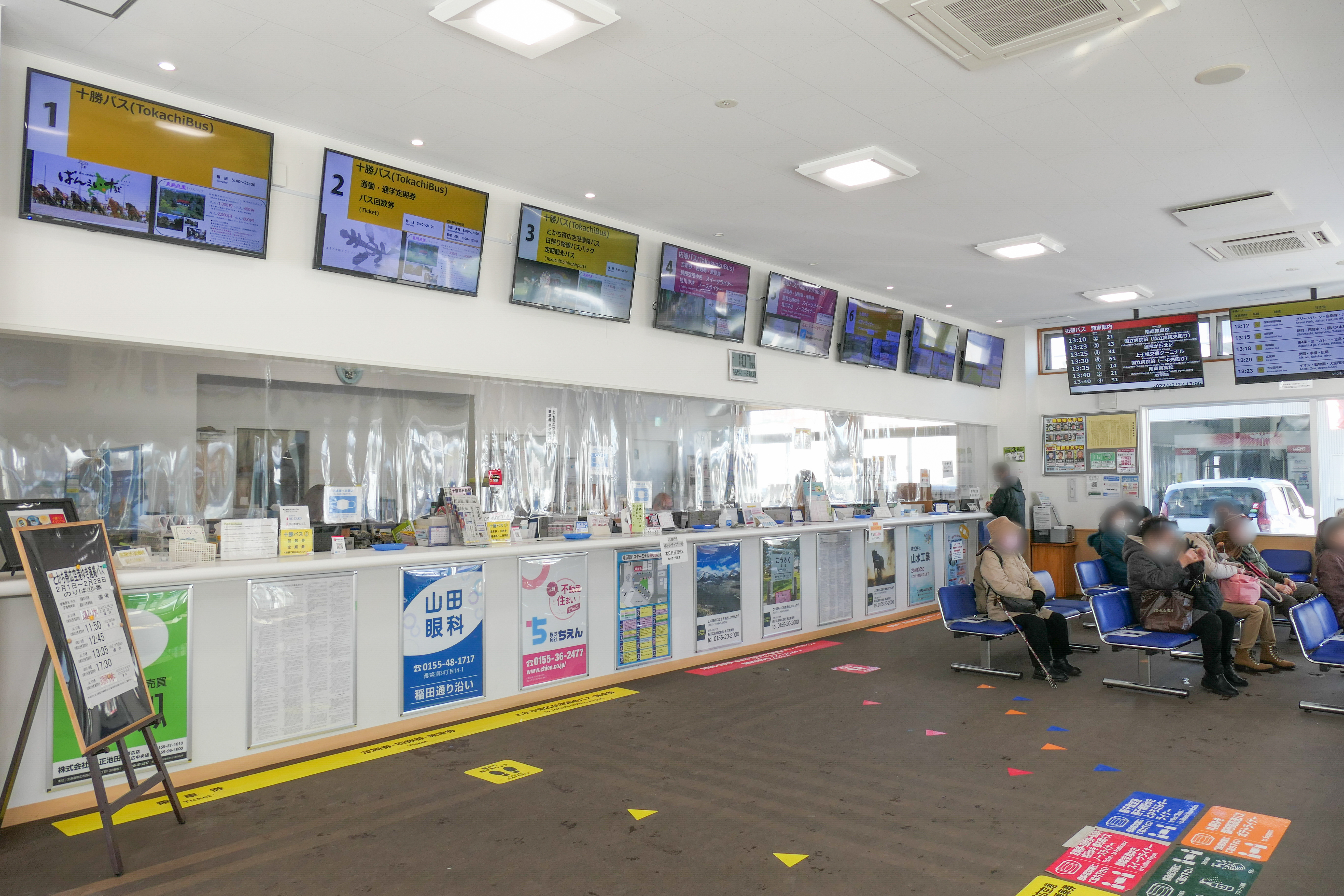
バス待合所「おびくる」内観

## 過去のバスターミナル施設

### 帯広市中央バスターミナル
帯広駅近傍に設置するバスターミナル施設は帯広市中央バスターミナルが最初である。1975年（昭和50年）4月26日にイトーヨーカドーが入居するヨークセントラルビルが開業し（イトーヨーカドー帯広店参照）、これに市営駐車場とバス乗場を整備したもので、駐車場と合わせて帯広市交通センターと呼称された。
ビル開業と同時の供用開始とはならず、帯広市内で路線バスを運行する十勝バス、北海道拓殖バス、国鉄バスと使用について話し合われたが、帯広駅から約350メートル離れており往復700メートル余分に走る無駄や管理の分散があり、帯広駅前停留所の利用が多い現状でバスターミナルを起終点とすることには消極的であった。また、構造上自動車ターミナル法に合致せず、バス事業者から使用料を徴収することができなかった。
このような状況ではあったが、十勝バスは広尾町、上士幌町、足寄町方面など主に郊外路線を平日ダイヤで104本乗り入れることとし、10月16日から供用を開始した。
併設の市営駐車場は日曜祝祭日や年末年始などは満車となり、順番待ちの車列がバスターミナル入口を塞いで接触事故が発生するなどしたため、誘導員を置くなどの対応が必要となった。

### 帯広駅バスタッチ
1987年（昭和62年）初めに国鉄広尾線と士幌線が相次いで廃止されたが、代替バス運行を機に帯広駅の東側に8バースからなる帯広駅バスタッチが設置され、2月より供用を開始。帯広市中央バスターミナルは廃止された。
十勝バス、北海道拓殖バスが一部路線を除いて乗り入れ、両社共用の事務所が設置された。国鉄バス（4月1日よりJR北海道バス）は駅正面の従来乗り場のままとした。

## その他
帯広駅前のバス停留所はバスターミナル（「帯広駅前」停留所）のほか、路線・便によって「帯広駅西口」「帯広駅南口」停留所にも停車する。停車路線等の詳細はバス事業者記事や公式サイトを参照。
「とかち帯広空港連絡バス（道の駅市内ホテル線）」（北海道拓殖バス・十勝バス）の空港行はバスターミナルには乗り入れず、駅周辺ではアパホテル帯広駅前、コンフォートホテル帯広、ホテル日航ノースランド帯広前など主要ホテル前に停留所を設置する。道の駅おとふけ行は3番乗り場にて乗降を取り扱う。
隣接するＪＲ帯広駅とともにナショナルサイクルルート「トカプチ400」のゲートウェイとなっている。